# Francesco Carboni
Pour les articles homonymes, voir Carboni.
Francesco Carboni, né le 12 mars 1746 à Bonnanaro, dans l'actuelle province de Sassari, alors dans le royaume de Sardaigne, et mort le 22 avril 1817  à Bessude, est un linguiste, traducteur et écrivain italien.

## Biographie
Après avoir fréquenté les écoles jésuites de Sassari, et avoir démontré au cours de ses études des compétences précoces et brillantes dans l'étude de la langue et de la littérature latines, Francesco Carboni entre, en 1763, dans la Compagnie de Jésus. Embauché en tant que professeur dans les écoles de ladite Société, il est d'abord professeur de latin dans les écoles de Sassari, puis enseigne la littérature latine à Cagliari.
En 1773, alors qu'il étudie la philosophie à Sassari, le pape Clément XIV par le bref Dominus ac Redemptor du 21 juillet, supprime la Compagnie de Jésus. Après avoir entrepris des études de droit, il prend la décision de devenir prêtre, et accroît son intérêt pour les études littéraires.
Il enseigne ensuite la grammaire latine à Alghero et Cagliari et, à la demande de Victor-Amédée III, roi de Sardaigne, il obtient en 1778 la chaire de rhétorique latine à l'université de Cagliari.
Accusé de nourrir de la sympathie pour la France et d'exprimer des idées religieuses peu orthodoxes, il se rend personnellement à Turin pour se défendre de ces accusations. Entièrement blanchi de ces soupçons, il préfère ne pas retourner sur l'île et entretient des relations étroites avec les cercles littéraires conservateurs de l'Académie d'Arcadie et du néoclassicisme littéraire en vogue à l'époque. Au cours de cette période, qui coïncide avec le sommet de sa gloire, il entretient une correspondance avec des écrivains et des intellectuels tels que l'écrivain et poète vénitien Giambattista Roberti, l'historien et érudit toscan Angelo Fabroni, l'abbé vénitien Clemente Sibiliato, auteur d'ouvrages d'érudition sur la rhétorique, le Piémontais Giuseppe Vernazza, baron de Freney, paléographe et latiniste, l'abbé vénitien Melchiorre Cesarotti, professeur d'hébreu et de lettres grecques à l'université de Padoue.
Admis comme membre de l'Académie d'Arcadie et devenu âgé, Francesco Carboni préfère retourner dans son île natale en Sardaigne, et il meurt le 22 avril 1817, âgé de 71 ans, à Bessude, une petite commune de l'actuelle province de Sassari, dans l'ancienne région du Meilogu, non loin de sa ville natale de Bonnanaro.

## Œuvres
- De Sardoa intemperie, Cagliari, 1772 ; Sassari, 1774.
- Carmina ad ss. Eucharistiam, Cagliari, 1781.
- S. Doctoris Thomae Aquinatis Rythmus in ss. Eucharistiam XII endecasillabo carmine conscriptis poematiis expressus, Cagliari, 1781.
- De extrema Christi coena, Cagliari, 1784.
- De corde Iesu, Cagliari, 1784.
- Selectiora Francisci Carbonii carmina nunc primum in unum collecta..., anthologie des écrits de Francesco Carboni, Cagliari, 1834.

## Crédit d'auteurs
- (it) Cet article est partiellement ou en totalité issu de l’article de Wikipédia en italien intitulé « Francesco Carboni » (voir la liste des auteurs).